# Синтія Ву
Синтія Ву (нар. 18 травня 1978, кит. трад.: 吳欣盈; піньїнь: Wú Xīnyíng, також Wu Hsin-ying) — тайванська підприємиця і політикиня. Вона працювала в дочірніх компаніях Merrill Lynch у Сполученому Королівстві та Shin Kong Group на Тайвані до того, як її призначили в Законодавчий юань у 2022 році.
Вона є кандидаткою у віцепрезиденти від Тайванської народної партії на виборах президента Тайваню 2024 року як напарниця Ке Веньчже.

## Молодість і освіта
Синтія Ву народилася в США 18 травня 1978 року. Вона є старшою дочкою Юджина Ву та його дружини Хсу Сянь-сянь. Її дід по материнській лінії був банкіром і політиком Хсу Шен-фа. Її дядьки Ерік і Томас Ву також є керівниками підприємств, а Ерік Ву раніше служив у Законодавчому юані. Молодша сестра Синтії Ву — У Синьцзю, а її молодший брат — Ву Їдун. Вона відвідувала Тайбейську американську школу, коледж Веллслі та Інститут мистецтв Курто.

## Кар'єра
Живучи у Сполученому Королівстві, Ву працювала у Merrill Lynch у Лондоні. Перебуваючи у Великобританії, Синтія Ву була помічницею політика Консервативної партії Пітера Ліллі. Вона мала подвійне громадянство США і Тайваню, але відмовилася від громадянства США в 2014 році.
Після повернення на Тайвань Ву працювала виконавчою директором Shin Kong Life Insurance, підрозділу Shin Kong Group, який заснував її дід по батьківській лінії Ву Хо-су.
Ву займала сьоме місце в списку Народної партії Тайваню перед парламентськими виборами в Тайвані 2020 року. Після відставки Цай Пі Ру 2 листопада 2022 року Ву було призначено до 10-го законодавчого юаня.
24 листопада 2023 року голова Народної партії Тайваню Ке Веньчже призначив Ву своєю напарницею на президентських виборах 2024 року. Попри суперечки щодо її громадянства, 4 грудня всі кандидати в президенти та віцепрезиденти були знайдені та оголошені такими, що мають право балотуватися на виборах, включаючи Синтію Ву.

## Особисте життя
У 2010 році Синтія Ву одружилася з Томмі Ліном, керівником Hua Nan Securities. У вересні 2013 року Ву помітила, що Лін, який підозрював її в невірності, встановив у її машині пристрій GPS-трекінгу, і подала на розлучення. Першою постановою Лін був виправданий, і розлучення не було надано. Хоча друге рішення у 2019 році дозволило розлучення, Ву заявила, що це рішення позбавить її досвіду материнства, оскільки ембріони, які були штучно запліднені під час її шлюбу з Ліном, будуть знищені.

2022 року Ву одружилася з бельгійським бароном Рено ван дер Ельстом. 9 лютого 2023 року народила сина.